# Warea
Warea es un género de fanerógamas perteneciente a la familia Brassicaceae. Comprende 3 especies descritas y de estas, solo 2 aceptadas.

## Taxonomía
El género fue descrito por Otto Eugen Schulz  y publicado en Journal of the Academy of Natural Sciences of Philadelphia 7(1): 83–85, pl. 10. 1834. La especie tipo es:  Warea amplexifolia (Nutt.) Nutt.	
Etimología
Warea: nombre genérico que fue otorgado en honor de Nathaniel A. Ware, 1789–1853, profesor en Carolina del Sur y recolector de plantas.

## Especies aceptadas
A continuación se brinda un listado de las especies del género Warea aceptadas hasta mayo de 2014, ordenadas alfabéticamente. Para cada una se indica el nombre binomial seguido del autor, abreviado según las convenciones y usos. 
- Warea amplexifolia (Nutt.) Nutt.
- Warea cuneifolia (Muhl. ex Nutt.) Nutt.